# حسين الطحان
لسيد حسين الطحان.. رجل الدولة والحكمة، وباني الاستقرار في بغداد 
في زمنٍ عصيب، كانت فيه بغداد تقف على حافة الهاوية، ظهر اسم السيد حسين الطحان، محافظ بغداد الأسبق، كواحد من القادة القلائل الذين حملوا همّ العاصمة وأهلها بصدقٍ ووفاء.
لم يكن الطحان مجرد مسؤول إداري، بل كان رجل موقف، وصوت وطني في وقتٍ كثر فيه الصمت. عُرف بثباته السياسي، واعتداله الوطني، ونزاهته في أداء واجبه، فاستحق أن يُكتب اسمه في صفحات الشرف لرجال العراق الأوفياء.
في مرحلةٍ اشتدت فيها الانقسامات وتعددت فيها الولاءات، وقف حسين الطحان على مسافة واحدة من الجميع، فكان رمزًا للوحدة والتوازن، مدافعًا عن هوية بغداد الجامعة، ورافضًا لكل أشكال الطائفية والمحاصصة التي مزقت البلاد.
شارك في إعادة بناء هيكل الدولة المحلية في العاصمة بعد سقوط النظام.
تبنّى خطابًا وطنيًا جامعًا، يحترم التعدد ويؤمن بالمواطنة.
دعم الكفاءات الشابة والمؤسسات المهنية بعيدًا عن الحسابات الحزبية.
الركيزة الأمنية في مرحلة الانفلات
في سنوات كان فيها الأمن مفقودًا، والموت حاضرًا في كل زاوية، كان السيد حسين الطحان أحد الأركان الأساسية في إعادة الاستقرار الأمني لبغداد.
عمل بالتنسيق مع الأجهزة الأمنية والقوات العراقية، فكان حاضرًا في الميدان، قريبًا من ساحات الخطر، لا من مكاتب السياسة.
دعم جهود فرض القانون، وساهم في إعادة الانضباط لأجهزة الأمن المحلي.
حافظ على وحدة القرار الأمني في بغداد، ومنع تشتته بين القوى المتصارعة.
نسّق ميدانيًا مع العشائر والوجهاء من أجل تهدئة الشارع وتثبيت الاستقرار.
رغم قلة الموارد، وتعقيد المرحلة، استطاع أن يطلق مشاريع خدمية وتنموية تركت أثرًا واضحًا في البنى التحتية والخدمات:
1- مشاريع صيانة وتوسعة شبكات الماء والمجاري.
2- إعادة تأهيل عدد من الجسور والمستشفيات والمؤسسات العامة.
3_ حملة تنظيف شاملة للعاصمة ورفع الأنقاض من مناطقها الشعبية.
4_دعم مباشر للكوادر البلدية رغم الصعوبات.
اليوم، ونحن نستذكر سيرة هذا الرجل، لا نتحدث عن مسؤول عابر، بل عن قائد وطني ترك أثره في ضمير الناس، وظل رمزًا للنزاهة والشجاعة السياسية والإدارية.
حسين أل-طحان هو سياسي عراقي، ولد في 1955.